# Saint-Léonard-des-Parcs
Saint-Léonard-des-Parcs ist eine Gemeinde im französischen Département Orne in der Normandie. Sie gehört zum Arrondissement Alençon und zum Kanton Écouves. Nachbargemeinden sind Chailloué im Nordwesten, La Merlerault-le-Pin im Norden, Brullemail im Nordosten, Gâprée im Südosten, Trémont im Süden und Aunou-sur-Orne im Südwesten.

## Bevölkerungsentwicklung
| Jahr      | 1962 | 1968 | 1975 | 1982 | 1990 | 1999 | 2008 | 2015 |
| --------- | ---- | ---- | ---- | ---- | ---- | ---- | ---- | ---- |
| Einwohner | 187  | 186  | 147  | 107  | 105  | 54   | 70   | 71   |